# 코이히메 이야기
《코이히메 이야기》(恋姫草紙)는 코게돈보*의 1권 분량의 단편 만화이다.

## 줄거리
코이코이나라의 공주 코이코는 코이코이 증폭막대로 남이 자신을 좋아하는 마음을 증폭할 수 있다. 하지만, 유일하게 그 증폭이 듣지 않는 시로를 좋아하고, 성인식날 자신을 봐주러 와달라고 시로에게 부탁을 한다. 하지만 시로는 원래 닌자로서 다른 임무를 받게 되며 코이코이 성을 떠나게 된다. 이 사실을 알게 된 코이코는 가출을 해서 시로를 찾아 떠나는 이야기. 전체적인 내용은 진정한 사랑을 깨닫는 것에 중심을 두고 있다.

## 등장인물
코이코
코이코이 나라의 공주로 코이코이증폭막대로 코이코이러브러브빔을 쓸 수 있다. 성인식 날 닌자인 시로를 초대했지만, 나타나지 않고 갑작스런 혼담과 시로가 닌자라는 것을 알게 되어서 시로를 만나 확인하기 위해서 가출을 하게 된다.
타케이 시로
코이코의 코이코이러브러브빔이 유일하게 듣지 않는 사람. 사실 하야테류 닌자로 새로운 임무를 받고 성을 떠나버린다.
찍찍
코이코이증폭막대의 시종관으로 하얀 쥐이다.
긴지로
좀도둑으로 유곽에 끌려간 오하나를 구하기 위해서 좀도둑을 하며 돈을 모으고 있다.
오하나/플라워씨
긴지로의 옛 애인으로 빚을 갚기 위해 유곽으로 팔려나간다. 후에 유곽에서 빠져나와 코이코와 사쿠라극단으로 향한다.

### 사쿠라극단
사쿠라기류의 닌자 중 여자 아이들이 운영하는 극단.
코쵸
사쿠라극단의 극단장이며 사쿠라기류의 닌자.
히바리
사쿠라극단에 새로 입단한 어린 여자아이.

## 용어
코이코이증폭막대
남이 나에게 "좋아해"라는 마음을 증폭시키는 막대. 코이코이 나라의 공주들만이 쓸 수 있다. 사랑을 깨닫게 되면 이 힘은 쓸 수 없게 되며 서로 좋아하는 사이이면 증폭막대의 효능이 듣지 않는다.

## 서적
코이히메이야기는 전5화로 단행본의 마지막에〈옛날…〉이라는 다른 내용의 단편이 수록되어있다.

### 일본
전격코믹스
연희초서(恋姫草紙) - 2005년 3월 10일 발행

### 한국
삼양코믹스
코이히메 이야기 ISBN8954218393 - 2006년 8월 28일 발행